# Hyloniscus mariae
Hyloniscus mariae is een pissebed uit de familie Trichoniscidae. De wetenschappelijke naam van de soort is voor het eerst geldig gepubliceerd in 1909 door Verhoeff.